# 住江岸子
住江 岸子（すみのえ きしこ、本名：伊藤千代、1904年（明治37年）1月13日 - 1996年（平成8年）2月20日）とは、元宝塚少女歌劇団月組&花組主演娘役クラスの人物である。大阪府大阪市東区（現・中央区）久宝寺出身。

この芸名は小倉百人一首の第18番：藤原敏行朝臣の『住江の 岸に寄る浪 夜さへや 夢の通ひ路 人目避くらむ （すみのえの きしによるなみ よるさへや ゆめのかよひぢ ひとめよくらむ）』から命名された。

## 略歴
- 1917年（大正6年）、5期生として宝塚少女歌劇団（現在の宝塚歌劇団）に13歳で入団。同期生に春日花子、雪野富士子らがいる。

- 1926年（大正15年）9月4日[4]、宝塚少女歌劇団を22歳で退団。

- 1927年（昭和2年）8月、宝塚少女歌劇団に23歳で復帰。花組に配属されて再び舞台に出演するようになる。彼女の復帰に際して、「再び宝塚に住江岸子を迎えて」という題で雑誌『歌劇』に、「『十三鐘』を名残にして、一度も宝塚へ顔さえ見せぬ住江さんが、此度、思い掛けもなく、本当に思い掛けもなく、再び宝塚に帰って来る－夢、夢と云うのさえ、この悦びの心にはそぐわぬ淡々しわを感ぜしめられる」[5]と、見開きで記事が掲載された。

- 1930年（昭和5年）3月10日[6]、宝塚少女歌劇団を26歳で退団。

## 宝塚少女歌劇団時代の主な出演
- 『文殊と獅子』（1919年3月20日 - 5月20日、宝塚新歌劇場(公會堂劇場)）
- 『風流延年舞』（1919年7月20日 - 8月31日、宝塚新歌劇場(公會堂劇場)）
- 『ジヤンヌ・ダルク』（1919年10月20日 - 11月30日、宝塚新歌劇場(公會堂劇場)）
- 『餘吾天人』（1920年1月1日 - 1月20日、宝塚新歌劇場(公會堂劇場)）
- 『仙女の森』『佐保姫と手品師』『ヘンゼルとグレーテル』（第二部）（1921年3月20日 - 5月20日、宝塚新歌劇場(公會堂劇場)）
- 『ネヴヰーライフ』（第一部）（1921年7月20日 - 8月31日、宝塚新歌劇場(公會堂劇場)）
- 『那須の馬市』（花組）（1921年10月20日 - 11月30日、宝塚新歌劇場(公會堂劇場)）
- 『まぐれ當り』『サンタクロース』『吉備津の鳴釜』『初夢』（月組）（1922年1月1日 - 1月25日、宝塚新歌劇場(公會堂劇場)）
- 『春の流れ』『成吉思汗』（月組）（1922年3月15日 - 4月30日、宝塚新歌劇場(公會堂劇場)）
- 『金の羽』『瓜盗人』『山の悲劇』（月組）（1922年7月15日 - 8月20日、宝塚新歌劇場(公會堂劇場)）
- 『平重衡』『ラツサの女王』『人格者』（月組）（1922年9月20日 - 10月31日、宝塚新歌劇場(公會堂劇場)）
- 『吉例三番叟』『琵琶記』『あこがれ』（月組）（1923年3月20日 - 4月10日、宝塚新歌劇場(中劇場)）
- 『兄さん閉口』『東天紅』『權利』（月組）（1923年5月11日 - 6月10日、宝塚新歌劇場(中劇場)）
- 『淀殿』（月組）（1923年8月20日 - 9月20日、宝塚新歌劇場(中劇場)）
- 『バラの精』（月組）（1923年10月25日 - 11月30日、宝塚新歌劇場(中劇場)）
- 『月下氷人』（月組）（1924年3月2日 - 3月31日、宝塚新歌劇場(中劇場)）
- 『山の悲劇』（月組）（1924年4月1日 - 4月30日、宝塚新歌劇場(中劇場)）
- 『カチカチ山』（花・月・雪組）（1924年7月19日 - 9月2日、宝塚大劇場）
- 『正ちやんの冒險』『お夏笠物狂』（月組）（1924年10月1日 - 10月21日、宝塚大劇場）
- 『鼎法師』（花組）（1924年11月1日 - 11月30日、宝塚大劇場）
- 『巡禮唄』（花・月・雪組）（1925年1月1日 - 1月31日、宝塚大劇場）
- 『采女禮讃』『姉と妹』（月組）（1925年4月1日 - 4月30日、宝塚大劇場）
- 『島の女軍』『野心家』（月組）（1925年7月1日 - 7月31日、宝塚大劇場）
- 『齒が痛い』（月組）（1925年10月1日 - 10月31日、宝塚大劇場）
- 『夢買長者』『陽春』（月組）（1926年1月1日 - 1月31日、宝塚大劇場）
- 『傀儡船』『伯父の財産』『平等院大臣』（月組）（1926年4月1日 - 4月30日、宝塚大劇場）
- 『孫悟空』『十三鐘』『白縫扇陣』（月組）（1926年7月1日 - 7月31日、宝塚大劇場）
- 『モン・パリ』（花組）（1927年9月1日 - 9月30日、宝塚大劇場）
- 『北野緣起』『熊坂長範物見松』『イタリヤーナ』（花組）（1928年2月1日 - 2月29日、宝塚大劇場）
- 『桐一と本檢校』（花組）（1928年5月1日 - 5月31日、宝塚大劇場）
- 『腕白物語』（花組）（1928年8月1日 - 8月31日、宝塚大劇場）
- 『北極探險』（花組）（1928年11月1日 - 11月30日、宝塚大劇場）
- 『田舎と都會』『壽式三番』（花組）（1929年1月1日 - 1月31日、宝塚大劇場）
- 『伏見巷談』『加茂詣』『トーキー時代』（花組）（1929年7月1日 - 7月31日、宝塚大劇場）
- 『一九三〇年型』『觀進帳』（花組）（1930年1月1日 - 1月31日、宝塚大劇場）